# أبو جرو (غيزانية)
أبو جرو (بالفارسية: ابویرو) هي قرية وتقع في إيران في قسم غيزانية الريفي. يقدر عدد سكانها بـ 114 نسمة بحسب إحصاء 2016.